# Miklós Antal Esterházy
Miklós Antal Eszterházy (o Esterházy) (Eisenstadt, 31 dicembre 1655 – Presburgo, 5 agosto 1695) è stato un vescovo cattolico ungherese.

## Biografia
Miklós Antal era figlio del principe Paolo I Esterházy, palatino d'Ungheria, e di sua moglie Orsolya Esterházy. Egli fu quindi fratellastro del principe Michele Esterházy.
Sebbene la sua condizione di primogenito lo ponesse in linea di successione immediata nei titoli e nei possedimenti del padre, sin dalla giovane età si sentì attirato dalla carriera ecclesiastica e per questo studiò a Vienna, dove si laureò il 25 giugno 1676, alla presenza del vescovo di Nitra, passando dal 1677 al Collegium Germanicum Hungaricum di Roma dove rimase un anno e mezzo. Del soggiorno romano rimane una lettera inviata da Roma ai genitori nel 1677 in cui descrive i viaggi fatti a Roma e dintorni. L'8 settembre 1680 venne ordinato sacerdote e dal 15 marzo 1681 divenne dapprima abate di Hrapkó e poi canonico della cattedrale di Esztergom. Nel 1682 venne accolto come canonico della cattedrale di Győr e quindi proposto per il ruolo di vescovo titolare di Traù, ma il 23 aprile di quello stesso anno ottenne invece l'incarico di prevosto di Szentistván.
Il 9 maggio 1691 venne nominato vescovo di Tenin, in Croazia, entrando nella sua nuova diocesi il 6 ottobre dell'anno successivo e rimanendovi in carica sino alla propria morte, avvenuta a Presburgo, l'odierna Bratislava, nel 1695. Negli anni del suo episcopato, si dedicò prevalentemente all'attività di scrittore di opere a carattere religioso.

## Opere
- Principis in Deum Pietas et Populi in Principem aut prima regnorum felicitas…, in Basilica D. Stephani… Viennae, 1672.
- Encomia Magnae, Dignitatis, Statusque Ecclesiastici, Tyrnaviae, 1690. stamp. 1695.

## Genealogia episcopale
La genealogia episcopale è:
- Cardinale Guillaume d'Estouteville, O.S.B.Clun.
- Papa Sisto IV
- Papa Giulio II
- Cardinale Raffaele Sansone Riario
- Papa Leone X
- Papa Paolo III
- Cardinale Francesco Pisani
- Cardinale Alfonso Gesualdo di Conza
- Papa Clemente VIII
- Cardinale Pietro Aldobrandini
- Cardinale Laudivio Zacchia
- Cardinale Antonio Barberini, O.F.M.Cap.
- Cardinale Marcantonio Franciotti
- Papa Innocenzo XII
- Cardinale Leopold Karl von Kollonitsch
- Vescovo Miklós Antal Esterházy